# Talia De Troyer
Talia De Troyer (Aalst, 4 januari 2000) is een Belgisch acrogymnaste.

## Levensloop
In 2019 behaalde ze samen met Britt Vanderdonckt en Charlotte Van Royen zilver op de 'balansoefening' en goud op de 'tempo-oefening' en de 'allround' op de Europese Spelen te Minsk.
Op het EK van dat jaar behaalde het trio goud in zowel de 'allround-', 'balans'- en 'tempo'-finale.